# Радлово (Куявсько-Поморське воєводство)
Радлово (пол. Radłowo, нім. Radlowo) — село в Польщі, у гміні Пакосць Іновроцлавського повіту Куявсько-Поморського воєводства.
Населення — 561 особа (2011).
У 1975-1998 роках село належало до Бидгощського воєводства.

## Демографія
Демографічна структура станом на 31 березня 2011 року:
|          | Загалом | Допрацездатний вік | Працездатний вік | Постпрацездатний вік |
| -------- | ------- | ------------------ | ---------------- | -------------------- |
| Чоловіки | 280     | 62                 | 189              | 29                   |
| Жінки    | 281     | 52                 | 165              | 64                   |
| Разом    | 561     | 114                | 354              | 93                   |